# Power of the Damager
Power of the Damager è il settimo album in studio del gruppo musicale statunitense Prong, pubblicato nel 2007.

## Tracce
1. Looking for Them – 3:37
2. No Justice – 3:56
3. 3rd Option – 4:07
4. Pure Ether – 3:50
5. Power of the Damager – 3:39
6. The Banishment – 5:57
7. Worst of It – 3:32
8. Spirit Guide – 3:40
9. Messages Inside of Me – 2:54
10. Can't Stop the Bleeding – 2:55
11. Bad Fall – 3:55
12. Changing Ending Troubling Times – 6:24

## Formazione
- Tommy Victor - voce, chitarra
- Monte Pittman - basso, cori, chitarra (12)
- Aaron Rossi - batteria
- Al Jourgensen - tastiere